# Гексагидроксоплатинат(IV) бария
Гексагидроксоплатинат(IV) бария — неорганическое соединение, 
комплексный гидроксид металлов бария платины 
с формулой Ba[Pt(OH)6], 
кристаллы, 
образует кристаллогидрат.

## Получение
Гексахлороплатинат (IV) бария и растворимая соль платины (сульфат или другая), или гидроксид бария.

## Физические свойства
Гексагидроксоплатинат(IV) бария образует кристаллогидрат состава Ba[Pt(OH)6]•H2O — кристаллы
моноклинной сингонии,
пространственная группа P 21/m,
параметры ячейки a = 0,6284 нм, b = 0,6246 нм, c = 0,8574 нм, β = 108,19°, Z = 2
.

## Химические свойства
- Разлагается при нагревании на триоксоплатинат(IV) бария и воду:

{\displaystyle {\mathsf {Ba[Pt(OH)_{6}]\ {\xrightarrow {500-700^{o}C}}\ BaPtO_{3}+3H_{2}O}}}
Плохо растворим в воде.